# 軍艦構造

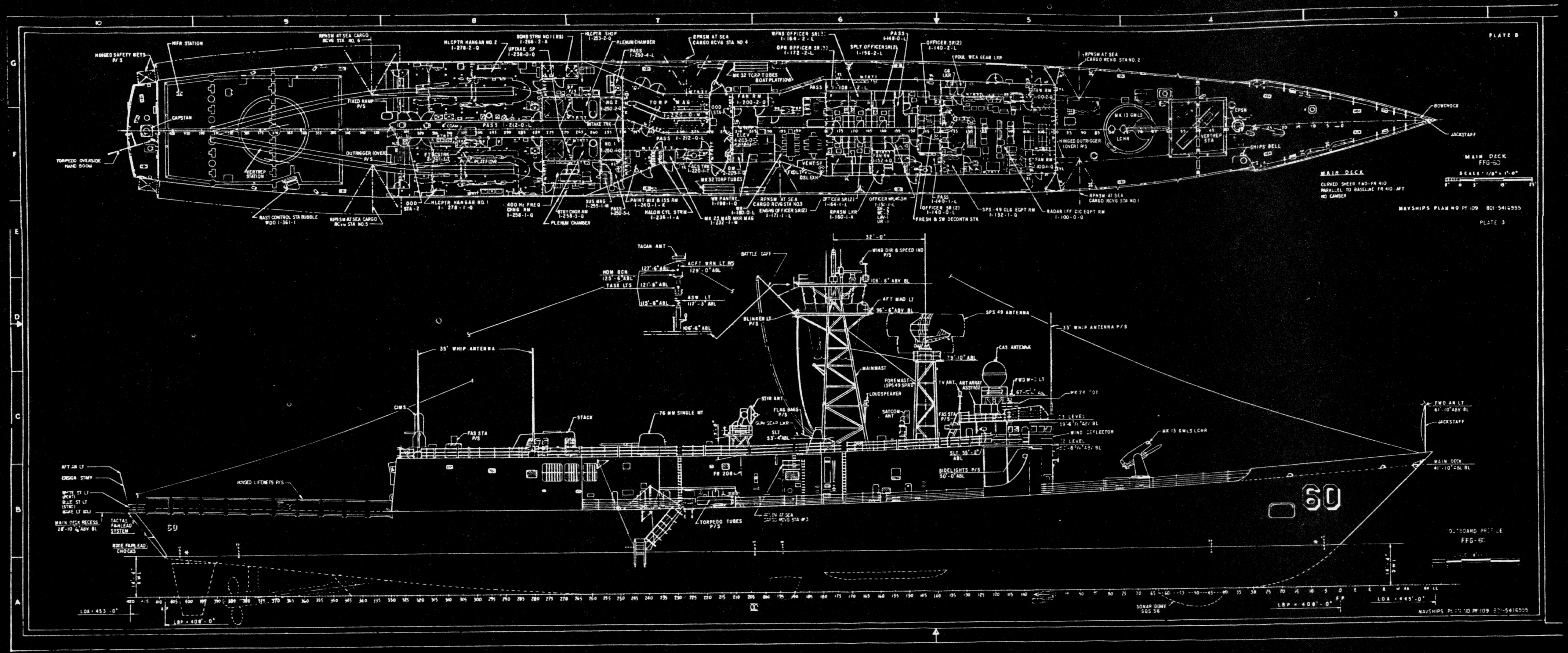
オリバー・ハザード・ペリー級ミサイルフリゲートの青図。

軍艦構造（ぐんかんこうぞう）とは、軍艦ないしそれに準じた艦船の船体構造。日本の場合、日本海事協会の技術規則ではなく防衛省の内規に則って設計された艦艇の構造をさす。
海上における人命の安全のための国際条約（SOLAS条約）では、海上における人命の安全を確保するために必要な船舶の技術的要件を定めており、批准国において国際航海に従事する船舶は、各国の船級協会規則に準じて設計されていなければならない。日本の場合、国際船級協会連合（IACS）に加盟している日本海事協会（ClassNK）が、SOLAS条約で定められた船級協会としての役割を負っている。
ただしSOLAS条約の第3規則において、軍艦及び軍隊輸送船はこの規則の適用を免除するものとされている。日本の場合、自衛艦は軍艦に相当するものとして、ClassNKの技術規則（この場合はNK鋼船規則）の制約を受けずに、防衛省独自の内部規則に則って建造することができる。この内部規則では、独自の計算方法として、3/5L（船体中心を中央として、水線長の3/5の長さ）の船体をいくつかに輪切り、各切断箇所ごとに計画構造図の主要材料寸法を規定の手順で計算し、その値が防衛庁の許容応力計算値内に収まることを確認するものとされている。この結果、バイタルパートなど必要箇所には高張力鋼のように強固な素材を採用して防御する一方、それ以外の部分では、船殻重量低減のために強度上必要最小限の材料寸法を使用しており、艦首や艦尾など戦闘上の優先順位が低いところでは、むしろ民間船より外板厚さが薄くなっていることもある。
なお、建造費節約のため、自衛艦であっても補助艦などはNK鋼船規則を適用した構造とされており、また警備艦でも、例えばおおすみ型輸送艦は商船ベースで建造されている。